# Mathieu Rodrigues
Mathieu Rodrigues (* 7. November 1985 in Romorantin-Lanthenay) ist ein ehemaliger französischer Tennisspieler.

## Karriere
Rodrigues spielte 2007 seine erste vollständige Saison bei den Profis auf der drittklassigen ITF Future Tour und erreichte dort im Einzel sein erstes Finale sowie zum Jahresende die Top 800 der Weltrangliste. Im Folgejahr gewann er drei Einzeltitel und war darüber hinaus zweimal im Doppel erfolgreich, wodurch er sich bis zum Jahresende im Einzel auf Platz 328 und im Doppel auf Rang 565 befand. Bei Letzterem erreichte er Anfang 2009 mit Platz 549 sein Karrierehoch. Rodrigues versuchte in der Folgezeit sich bei Turnieren der ATP Challenger Tour oder ATP World Tour zu qualifizieren, wo er jedoch häufig früh verlor. Beim Challenger in Saint-Brieu gewann er sein erstes Match auf diesem Niveau. 2010 stand er zum Jahresende nur noch auf Rang 425.
Im Februar 2011 zog Rodrigues in Quimper das erste Mal in ein Challenger-Viertelfinale ein und gewann drei Titel bei Futures. Sein einziger Auftritt auf der World Tour kam für den Franzosen im September 2009, als er sich durch die Qualifikation des Turniers in Metz kämpfte und dort den favorisierten Weltranglisten-56. Michail Kukuschkin in der ersten Runde des Hauptfeldes schlug. In der Folgerunde verlor er gegen Jo-Wilfried Tsonga. Im Oktober stand er beim Challenger in Orléans ein weiteres Mal im Achtelfinale. Im Februar 2012 stand er mit Platz 211 auf seinem Karrierehoch. Daraufhin sank er in der Weltrangliste ab. 2013 gewann er je einen Future-Titel im Einzel und Doppel. Bei einem seiner letzten Turniere als Profi im Juni 2014 erreichte Rodrigues in Blois das einzige Mal ein Halbfinale bei einem Challenger. Danach spielte er mit zeitlichem Abstand noch zwei weitere Turniere, ehe er seine Karriere beendete.